# Lynne C. Howarth
Lynne C. Howarth – kanadyjska profesor informatologii na University of Toronto.

## Życiorys
Lynne Howarth uzyskała doktorat w dziedzinie bibliotekoznawstwa i informacji naukowej. Następnie pracowała jako kierownik działu katalogowania i systemów bibliotecznych w North York Central Library.
W 1990 roku została powołana na stanowisko dziekana Wydziału Informacji na University of Toronto i pełniła tę funkcję do 2003 roku.
Jest członkiem Canadian Committee on Cataloguing, sekcji IFLA do spraw klasyfikacji indeksowania; grupy IFLA Working Group on Metadata Schemes oraz ISBD Review Group.

## Ważniejsze publikacje
- International Federation of Library Association and Institutions. Cataloguing Section[2],
- Opening Doors to Children: Reading, Media, and Public Library Use by Children in Six Canadian Cities[3],
- Standing Committee of the IFLA Cataloguing Section. Task Force on Guidelines for OPAC Displays[4],
- New directions in information organization[5].